# Holger Schmenk
Holger Schmenk (* 10. Juli 1978 in Oberhausen-Sterkrade) ist ein deutscher Historiker, ehemaliger Vorsitzender des Landesverbandes nordrhein-westfälischer Geschichtslehrer e. V. und Schulleiter an der Freiherr-vom-Stein-Schule - Europaschule Gladenbach.

## Leben
Schmenk studierte an der Gerhard-Mercator-Universität Duisburg und promovierte später an der zwischenzeitlich fusionierten Universität Duisburg-Essen über die Geschichte der Stadt Xanten im 19. Jahrhundert. Er war wissenschaftlicher Mitarbeiter ebendort und anschließend an der Universität Siegen. Daneben arbeitete Schmenk als freiberuflicher Journalist und Museumspädagoge. Seine Forschungsschwerpunkte umfassen die Rheinische Landesgeschichte, Geschichtsdidaktik und populäre Musik.
Er ist Initiator und bis zum fünften Band Mitherausgeber der seit 2010 jährlich erscheinenden Publikation Rhein-Maas: Geschichte, Sprache und Kultur des Instituts für niederrheinische Kulturgeschichte und Regionalentwicklung und Mitherausgeber der ersten beiden Bände der Reihe Historica et Didactica – Fortbildung Geschichte und war von 2018 bis 2022 Vorsitzender im Landesverband nordrhein-westfälischer Geschichtslehrer im Verband der Geschichtslehrer Deutschlands e.V. Als Verbandsvorsitzender beklagte er immer wieder den Mangel an Geschichtsunterricht an Schulen, der zu Unkenntnis historischer Zusammenhänge bei den Schülerinnen und Schülern führe und äußerte sich u. a. im Magazin Der Spiegel zu den lückenhaften Kenntnissen von Schülerinnen und Schülern über den Mauerfall.
Seit 2017 leitete Schmenk das Sophie-Scholl-Gymnasium in Oberhausen. Zur Festwoche des 125-jähriges Bestehen des Gymnasiums 2019 lud er NRW-Schulministerin Yvonne Gebauer zum Festakt ein, die die Arbeit der Schule würdigte. Auf eigenen Wunsch verließ er Oberhausen, um die Leitung der Freiherr-vom-Stein-Schule - Europaschule Gladenbach im Oktober 2020 zu übernehmen.

## Schriften
Als Autor:
- Die frühmittelalterlichen Gedenkbücher des Bodenseeraums. Tectum, Marburg 2003, ISBN 3-8288-8514-4.
- Xanten im 19. Jahrhundert. Eine rheinische Stadt zwischen Tradition und Moderne. Böhlau, Köln u. a. 2008, ISBN 978-3-412-20151-7 (Dissertation, Universität Duisburg-Essen, 2007.)
- Von der Altlast zur Industriekultur. Der Strukturwandel im Ruhrgebiet am Beispiel der Zinkfabrik Altenberg. Henselowsky Boschmann Verlag, Bottrop 2009, ISBN 978-3-922750-97-0.
- mit Christian Krumm: Kumpels in Kutten. Heavy Metal im Ruhrgebiet. Henselowsky Boschmann Verlag, Bottrop 2010, ISBN 978-3-942094-02-3.
- mit Markus Veh: Praktikum Geschichte. Ein Reiseführer durch den Schul-Dschungel. Verlag Nicole Schmenk, Oberhausen 2012, ISBN 978-3-943022-02-5.
- mit Andreas Schiffmann: Kumpels in Kutten 2. Heavy Metal im Ruhrgebiet. Verlag Nicole Schmenk, Oberhausen 2017, ISBN 978-3-943022-30-8.
- mit Markus Veh: Leitfaden Praktikum im Fach Geschichte. Wochenschau Verlag, Frankfurt am Main 2019, ISBN 978-3-7344-0833-5.
- mit Andreas Schiffmann: Kumpels in Kutten 3. Heavy Metal im Ruhrgebiet. Index Verlag, Wasserbillig 2023, ISBN 978-3936878516.
- Populäre Musik im Geschichtsunterricht 1: 1948-1989. Wochenschau Verlag, Frankfurt am Main 2024, ISBN 978-3-7344-1651-4.
- Populäre Musik im Geschichtsunterricht 2: 1990-2023. Wochenschau Verlag, Frankfurt am Main 2025, ISBN 978-3-7344-1652-1

Als Herausgeber:
- mit Bärbel Kuhn und Astrid Windus: Weltgeschichtliche Perspektiven im Geschichtsunterricht (= Historica et Didactica. Band 1). Röhrig Universitätsverlag, St. Ingbert 2010, ISBN 978-3-86110-474-2.
- mit Bärbel Kuhn und Astrid Windus: Europäische Perspektiven im Geschichtsunterricht (= Historica et Didactica. Band 2). Röhrig Universitätsverlag, St. Ingbert 2011, ISBN 978-3-86110-488-9.
- mit Peter Johannes Droste u. a.: Ceterum censeo … Festschrift für Rolf Brütting. Überlegungen zu einem zeitgemäßen Geschichtsunterricht. Verlag Nicole Schmenk, Oberhausen 2013, ISBN 978-3-943022-20-9.
- Reihe Rhein-Maas: Geschichte, Sprache und Kultur. Bd. 1–5.

Beiträge in Schulbüchern:
- Geschichte und Geschehen. Bd. 2–4 (Klett) SI.